# Mary Henle
Mary Henle (* 14. Juli 1913 in Cleveland, Ohio; † 17. November 2007 in Haverford, Pennsylvania) war eine amerikanische Psychologin. Sie ist eine der bekanntesten Vertreterinnen der Gestalttheorie beziehungsweise der Gestaltpsychologie in den USA. Sie lehrte bis zu ihrer Emeritierung an der New School of Social Research in New York.

## Leben
Mary Henle wurde 1913 in eine für damalige Verhältnisse ungewöhnliche Familie geboren: Ihre Mutter Pearl Hahn Henle war Medizinerin – sie war, ohne gefragt zu werden, von ihrem Vater ins Medizinstudium eingeschrieben worden und hatte das Studium als eine der Besten abgeschlossen. Henles Vater Leo Henle hingegen, der 1880 im Alter von 15 Jahren aus Deutschland (Stuttgart) in die USA immigriert war, konnte aus ökonomischen Gründen seinen Traum, Wissenschaftler zu werden, nicht verwirklichen, und musste sich mit intensivem Selbststudium begnügen. In diesem bildungsfreundlichen Klima konnten Mary Henle und ihre beiden Geschwister viel Unterstützung für ihre akademischen Ambitionen finden – ihr Bruder Paul wurde Philosophieprofessor, ihre Schwester Jane wandte sich der klassischen Archäologie zu.
Mary Henle besuchte zunächst das Smith College, mit einem Abschluss in Französisch 1930. Darauf folgte bis 1934 ein Bakkalaureats-Studium, in dem sie auch einige Psychologieseminare belegte. Davon positiv beeindruckt begann sie ihr Master-Studium in Psychologie – an einem Institut, das mit James J. Gibson, Eleanor J. Gibson und Kurt Koffka über sehr renommierte Lehrkräfte verfügte. Ihre Begegnung mit Koffka weckte ihr Interesse an der Gestalttheorie, das sie ihr Leben lang begleiten sollte. Ihr Doktorat machte sie dann allerdings an einer anderen Universität, am Bryn Mawr College, nachdem sie dort eine Assistentenstelle bei Harry Helson antreten und eine solide Ausbildung in experimentellen Methoden bekommen konnte. Am Institut von Helson war es Donald W. MacKinnon (der in Berlin Gestaltpsychologie studiert hatte), der sie mit der gestalttheoretischen Feldtheorie von Kurt Lewin vertraut machte und sie in diese Art der experimentellen Forschung einführte.
Ihr Doktorat erhielt sie 1939, gefolgt von einer Forschungsassistenz am Swarthmore College bei Robert B. MacLeod. In dieser Zeit kam es auch zur Begegnung mit Wolfgang Köhler. MacLeod, der in Berlin studiert hatte, hatte 1935 Wolfgang Köhler nach Swarthmore eingeladen, wo dieser dann bis 1955 lehrte. Henle besuchte Köhlers Seminare und war an experimentellen Forschungen mit ihm beteiligt. Daraus entstand eine bis zum Tod Köhlers 1967 andauernde enge intellektuelle Verbindung.
1942 rief Harry Helson sie zurück nach Bryn Mawr, wo sie erstmals Psychologie auch für Graduierte unterrichtete. Nach zwei Jahren wurde Henle an das psychologische Institut des Sarah Lawrence College berufen. 1946 lud Solomon Asch sie auf Köhlers Empfehlung hin ein, an der New School for Social Research in New York zu unterrichten, wo sie dann auch bis zum Ende ihrer akademischen Karriere blieb.
In einem autobiographischen Rückblick würdigte Henle die vielen positiven, förderlichen Umstände und Hilfestellungen, die sie für ihre wissenschaftliche Karriere erhalten hatte. Sie hatte aber auch die Schwierigkeiten nicht vergessen, mit denen sie als Frau und Jüdin in der akademischen Welt der USA vor allem in den 1930er-Jahren zu kämpfen hatte.

## Werk
Die empirischen Forschungsarbeiten von Mary Henle beschäftigten sich anfangs (zusammen mit Koffka) mit Wahrnehmungsproblemen, dann mit Motivations-Untersuchungen und Untersuchungen zur Ersatzhandlung (1942, 1944) in der Tradition von Kurt Lewin, mit der Psychologie des Denkens und den Möglichkeiten eines phänomenologischen Ansatzes der Persönlichkeitspsychologie, schließlich mit Fragen der Rationalität und des Verhältnisses von Denken und Logik. 1948 veröffentlichte sie mit D.W. MacKinnon ein Handbuch zur experimentellen Erforschung der Psychodynamik. Später wandte sich Henle intensiv der Erforschung der Ideengeschichte in der Psychologie zu.
Henle war neben ihrer eigenen Forschungsarbeit zeitlebens darum bemüht, die Gestalttheorie der Berliner Schule (Wertheimer, Köhler, Koffka u. a.) in ihren authentischen Grundpositionen in den USA bekannt zu machen, zu vertreten und gegen aus ihrer Sicht verfälschende Interpretationen zu verteidigen:
- 1961 gab sie den Sammelband Documents of Gestalt Psychology heraus, womit nach der 1938 erschienenen Sammlung A Source Book of Gestalt Psychology (hrsg. von Willis D. Ellis) eine aktualisierte Darstellung wichtiger Kernpositionen der Gestalttheorie vorlag: Der Band enthielt eine Darstellung der „Gestalttheorie heute“ von Wolfgang Köhler, die Aufsätze Max Wertheimers über Wahrheit, Theorie der Ethik, Demokratie und Freiheit, sowie eine Reihe von Aufsätzen von Wolfgang Köhler, Rudolf Arnheim, Hans Wallach, Solomon E. Asch, Mary Henle selbst und anderen zu Kernthemen der psychologischen Theorie, der kognitiven Prozesse, der Sozialpsychologie und Motivation sowie der Psychologie des Ausdrucks, der Kunst und Emotion. 1970 erschien das Buch auch in italienischer Übersetzung.
- Zehn Jahre später folgte der Sammelband Selected Papers of Wolfgang Köhler (1971), der vorher verstreute Aufsätze Köhlers zu den erkenntnistheoretischen, psychophysischen, kognitionspsychologischen und wissenschaftstheoretischen Positionen der Gestalttheorie neu zur Verfügung stellte.
- Henles Selbstverständnis als Vertreterin und Verteidigerin der gestalttheoretischen Tradition kommt schließlich vielleicht am stärksten in ihrem 1986 erschienenen Sammelband 1879 and all that. Essays in the Theory and History of Psychology zum Ausdruck, der anhand einiger ihrer prägnantesten Aufsätze zu Kernthemen der Gestalttheorie darum wirbt, die in der Psychologie verwendeten Konzepte, Annahmen und Begriffe sorgfältiger auf ihren ideengeschichtlichen Hintergrund und ihre tatsächliche Bedeutung zu hinterfragen.

Für den Bereich der Psychotherapie-Theorie wurde ihre in diesem Zusammenhang entstandene Auseinandersetzung mit dem Spätwerk von Fritz Perls, dem Begründer der Gestalttherapie, bekannt: Gestalt Psychology and Gestalt Therapy (1975). Henle weist in diesem Aufsatz (der Schriftfassung eines Vortrags vor der Amerikanischen Psychologischen Vereinigung) die vor allem in den USA zeitweilig verbreitete Gleichsetzung von Gestaltpsychologie und Gestalttherapie zurück (siehe auch Weblinks). Henles Aufsatz wurde von einigen Vertretern der Gestalttherapie mit dem Argument kritisiert, dass sich Henle einseitig nur auf Perls’ drei letzte Bücher beziehe, die übrige Gestalttherapie-Literatur ausblende und dadurch zu einem verzerrenden Bild gelange. Henle hatte ihre Auswahl allerdings bereits in ihrem Aufsatz damit begründet, dass Perls selbst seine früheren Werke im Rückblick für obsolet erklärt hatte. Außerdem ging es ihr nicht um ein Urteil über die Therapiemethode, sondern um eine Auseinandersetzung mit einigen metatheoretischen Grundaussagen von Perls und deren Beziehung zur Gestalttheorie. Daher spielte für ihren Beitrag auch die Tatsache keine Rolle, dass zu diesem Zeitpunkt die Gestalttherapie bereits nicht mehr identisch war mit dem „späten“ Fritz Perls, sondern dass u. a. Laura Perls’ Arbeit an der Ostküste eine zum Teil deutlich andere Ausprägung besaß.
Im deutschsprachigen Raum greift heute vor allem die gestalttheoretische Psychotherapie auf Henles Arbeiten zurück, insbesondere auf ihre Arbeiten zur Ersatzbildung und auf ihren phänomenologischen Ansatz in der Persönlichkeitstheorie, aus dem sich auch Grundlagen für das dialogische Arbeiten in der Psychotherapie ergeben.
1978 würdigte Henle im „American Psychologist“ in einem vielbeachteten Aufsatz den mutigen Einsatz Wolfgang Köhlers im nationalsozialistischen Deutschland gegen die Verfolgung seiner jüdischen Kollegen: „One Man Against the Nazis – Wolfgang Köhler“.
Mary Henle war 1971–1972 Präsidentin der Division 26 (Geschichte der Psychologie) und 1974–1975 Präsidentin der Division 24 (Theoretische und Philosophische Psychologie) der Amerikanischen Psychologischen Vereinigung (APA). 1981–1982 war sie Präsidentin der Eastern Psychology Association. 1983 verlieh ihr die New School for Social Research ein Ehrendoktorat.

## Werke (Auswahl)
- 1942: An Experimental Investigation of Dynamic and Structural Determinants of Substitution. Duke University Press (Durham, N.C.).
- 1944: The Influence of Valence on Substitution. The Journal of Psychology: Interdisciplinary and Applied. Volume 17, Issue 1, 11-19.
- 1948 (mit D.W. MacKinnon): Experimental studies in psychodynamics: A laboratory manual. Cambridge: Harvard University Press.
- 1961: Documents of Gestalt Psychology. University of California Press. Nachdruck 2011: Literary Licensing, LLC, ISBN 978-1-258-02116-0.
- 1962: Some Aspects of the Phenomenology of the Personality. Psychologische Beiträge, Band VI, Heft 3–4, 1962, S. 395–404.
- 1971: Selected Papers of Wolfgang Köhler. Liveright Books, New York, ISBN 0-87140-025-1.
- 1973: Historical conceptions of psychology. Springer, New York, ISBN 0-8261-1430-X. (zusammen mit Julian Jaynes)
- 1976: Vision and artifact. Springer, New York, ISBN 0-8261-1960-3.
- 1979: Phenomenology in Gestalt psychology. Journal of Phenomenological Psychology, 10, 1-17. Deutsch 2022: Phänomenologie in der Gestaltpsychologie, Phänomenal, 14(2), 31-40.
- 1986: 1879 and all that. Essays in the Theory and History of Psychology. Columbia University Press, New York, ISBN 0-231-06170-6.